# تكساس والمحيط الهادئ 610
تكساس والهادئ 610, المعروف أيضاً باسم ويل روجرز, هو محرك بخاري تاريخي. إنه المثال الوحيد المتبقي من فئة I-1AR من محركات "تكساس" من سكك حديد تكساس والهادئ (T&P). بُني بواسطة مصانع ليمّا للقطارات في يونيو 1927، وقد تم تصميم رقم 610 وفئته بناءً على نموذج "سوبر باور" 2-8-4 من ليمّا، وقد تم تخصيصها لسحب القطارات السريعة والثقيلة.
شُغِّل رقم 610 آخر مرة لصالح T&P في عام 1949، قبل أن يُحال إلى التقاعد في العام التالي. وُضع بعد ذلك كعرض ثابت في سيرك ويل روجرز في فورت وورث، تكساس. وفي أواخر الستينيات، واجه رقم 610 خطر التحطيم قبل أن تستحوذ عليه مؤسسة 610 التاريخية، وهي مجموعة من عشاق السكك الحديدية. وفي عام 1975، بدأت أعمال استعادته إلى حالته التشغيلية، ليقوم في العام التالي بسحب قطار الحرية الأمريكي في جميع أنحاء تكساس.
استُؤجر رقم 610 من عام 1977 إلى 1980 من قبل سكك حديد الجنوب لسحب قطارات الرحلات ضمن برنامج البخار الخاص بهم. وفي عام 1981، عاد رقم 610 إلى فورت وورث بقوته الذاتية. وفي العام التالي، نُقل إلى مجمع متحف صغير ليُعرض هناك. وفي عام 1986، أُعيد نقله إلى سكة حديد ولاية تكساس في بالستين، تكساس. واعتباراً من عام 2024، يظل رقم 610 في التخزين تحت ملكية سكة حديد ولاية تكساس، حيث يُسحب للخارج للعرض خلال الفعاليات العرضية.

## البناء والتصميم
خلال عشرينيات القرن الماضي، كانت سكك حديد تكساس والهادئ (T&P) تمر بعملية إعادة هيكلة، تحت إشراف رئيس الشركة، جون ل. لانكستر.
سعى لانكستر لأن تستحوذ T&P على محركات أسرع وأكثر قوة من أنواع G-1 Class 2-10-2 "سانتا في"، لتنافس خدمات الشاحنات بين المدن ولتساعد صناعة النفط المزدهرة في تكساس.
في عام 1925، قامت مصانع ليمّا للقطارات في لما، أوهايو ببناء وعرض نموذجها الأولي من فئة A-1 2-8-4، الذي صممه ويليام إي. وودارد، والذي تم الإشادة به كمحرك "قوي جداً" بفضل ناتج القوة العالي لديه.
مرّت سكك حديد تكساس والهادئ (T&P) خلال عشرينيات القرن الماضي بعملية إعادة هيكلة تحت إشراف رئيس الشركة، جون ل. لانكستر. وسعى لانكستر إلى أن تستحوذ T&P على محركات أسرع وأكثر قوة من فئة G-1 Class 2-10-2 "سانتا في"، بهدف منافسة خدمات الشاحنات بين المدن ودعم صناعة النفط المزدهرة في تكساس. وفي عام 1925، أنتجت مصانع ليمّا للقطارات في لما، أوهايو النموذج الأولي من فئة A-1 2-8-4، الذي صممه ويليام إي. وودارد، والذي حظي بالإشادة كونه محركاً "قوياً للغاية" بفضل ناتج قوته العالي.
كانت الـ I-1s أيضاً مزودة بأسطوانات بحجم 29-by-32-بوصة (737 مـم × 813 مـم) وضغط غلاية قدره 250 psi (1,724 كـبا). كانت قادرة على إنتاج 83,000 رطلق (369 كـن) من جهد الجر، وتمتد إلى 96,000 رطلق (427 كـن) مع تفعيل معزز فرانكلين للسكك الحديدية.
عندما كانت T&P راضية عن أداء الـ I-1s الخاصة بها في عام 1927، طلبت السكك الحديدية خمسة عشر نسخة أخرى من ليمّا، تم بناؤها وتسليمها خلال الصيف.
تم تصنيف المحركات الخمسة عشر (Nos. 610-624) كفئة I-1As، حيث تم تغيير بعض ميزات تصميمها عن تلك الموجودة في الـ I-1s؛ تم تغيير نوع الصمام لإفساح المجال لفلانج مزخرف على المدخنة، وتم رفع ضغط الغلاية إلى 255 psi (1,758 كـبا). هذا زاد من جهد الجر للمحركات إلى 84,600 رطلق (376 كـن) (97,900 رطلق (435 كـن) عبر المعزز).
طلبت T&P دفعات إضافية معدلة من الـ 2-10-4s من ليمّا؛ الـ I-1Bs (Nos. 625-639) في ربيع عام 1928، الـ I-1Cs (Nos. 640-654) في صيف عام 1928، والـ I-1Ds (Nos. 655-669) في خريف عام 1929.
بوجود سبعين محركاً، كانت T&P تمتلك أكبر أسطول من 2-10-4s في الولايات المتحدة، حتى دخول سكك حديد بنسلفانيا فئة J1 في أوائل الأربعينيات.
كانت العيب التصميمي الرئيسي الوحيد الذي كان لدى T&P 600s هو عجلاتها الدافعة غير المتوازنة بشكل جيد؛ عند 45 ميل في الساعة (72 كم/س)، كانت العجلات الدافعة سترتفع عن القضبان، لذا كانت المحركات تتلقى قيود سرعة للسفر بسرعات أقل، على الرغم من قدرتها على السفر بسرعات أعلى.
طلب جون لانكستر في عام 1937، الذي توقع اندلاع الحرب العالمية الثانية وما سيترتب عليها من حركة مرور عسكرية، إعادة بناء جميع محركات T&P 600s السبعين في ورش السكك الحديدية في لانكستر بفورت وورث. هدفت هذه العملية إلى إصلاح مشكلات التوازن وتمديد حد سرعتها إلى 70 ميل في الساعة (110 كم/س). وشملت التحسينات تزويد المحركات بصمامات جديدة، وقضبان رئيسية وجانبية مصنوعة من الفولاذ النيكل الخفيف، بالإضافة إلى عجلات دافعة قرصية تم شحنها من مصانع بالدوين للقطارات. كما جُهزت محركات 600s بمعدات بخارية وخط إشارات لخدمة الركاب. وحصلت كل محركات 600 على حرف "R" ضمن أسمائها التصنيفية، واستمرت عملية إعادة البناء من ديسمبر 1937 حتى أغسطس 1941.

## التاريخ

### خدمة الإيرادات
كان رقم 610 أول محرك من فئة I-1A، بُني وتم تسليمه إلى T&P في يونيو 1927، بتكلفة بلغت 106,656.41 دولار.
تم تعيين رقم 610 بشكل رئيسي في خدمة الإيرادات لسحب القطارات الثقيلة لمسافات طويلة على الخط الرئيسي لـ T&P الذي يمتد على 860-ميل (1,380 كـم) بين تكساركانا وإل باسو، وفي الطريق، سافر المحرك عبر مدن مارشال، لونغفيو، دالاس، فورت وورث، أبيلاين، ميدلاند وأوديسا.
كما كان رقم 610 يسحب بانتظام قطارات الشحن من شريفبورت، لويزيانا.
قُيِّد رقم 610 في البداية بالعمل بسرعات أقل من 45 ميل في الساعة (72 كم/س) بسبب عجلاته الدافعة غير المتوازنة بشكل جيد، لكن في أغسطس 1938، أُعيد بناؤه في ورش لانكستر بفورت وورث باستخدام عجلات دافعة من نوع بالدوين وعجلات مصنوعة من الفولاذ النيكل الخفيف لإزالة قيود السرعة، وأُعيد تصنيفه كـ I-1AR. وخلال الحرب العالمية الثانية، كُلِّف رقم 610 ومحركات 600 الأخرى بسحب قطارات الجنود والمواد الحربية على طريق إل باسو-تكساركانا وعلى خط مو باك من لونغفيو إلى بالستين. ومنذ عام 1939، بدأت المحركات بسحب القطارات من فورت وورث إلى دينيسون.
تقاعد جون لانكستر من T&P في عام 1945، وتولى ويليام ج. فولمر رئاسة الشركة.
وتحت إشراف فولمر، شرعت السكك الحديدية في طلب محركات ديزل من قسم الكتروموتيف (EMD) لاستبدال أسطولها البخاري. وبعد أن قطع رقم 610 مجموع 1,152,872 ميل (1,855,368 كيلومتر) في خدمة الإيرادات، أُزيل من الخدمة في يوليو 1949، وأُحيل إلى التقاعد في فبراير 1950.

### التقاعد الأول
طُلب من فولمر في يناير 1951، بعد أن طلب عمدة مدينة فورت وورث، ف. إيدغار دين، أن تحتفظ T&P بمحرك بخاري، الحفاظ على رقم 610 بعيدًا عن التحطيم، ثم تم التبرع به إلى أمون ج. كارتر، الناشط المحلي ورئيس مجلس إدارة معرض الجنوب للثيران. تبرع كارتر بعدها برقم 610 إلى المعرض، وتمت الترتيبات لنقل I-1AR إلى أراضي المعرض بالقرب من مركز ويل روجرز التذكاري، حيث قدمت سكك حديد فرسكو خطًا فرعيًا لدخول المحرك إلى موقع العرض الجديد.
وُضع في 27 يناير رقم 610 في عرض ثابت بموقع المعرض، وعُقدت مراسم تكريس أُطلق عليها اسم المحرك تكريمًا للمعلق الفكاهي ويل روجرز.
بعد المراسم، بدأ المخربون في إزالة أجزاء من رقم 610، لكن في عام 1952، قام كارتر بتركيب سياج حول المحرك لحمايته، وأنفقت المعرض 500 دولار لاستبدال الأجزاء المفقودة.
أصبح في عام 1955 رقم 610 آخر مثال متبقي من أسطول T&P 2-10-4، حيث تم تحطيم بقية محركات 600؛ كما تم تحطيم رقم 638 من فئة I-1BR، الذي كان في عرض ثابت في معرض ولاية تكساس في دالاس منذ ديسمبر 1949، بعد أن تعرض لتخريب كبير.
توفي أمون كارتر في نفس العام، ومن دون حمايته، بدأ رقم 610 يتعرض ببطء لـ التآكل بسبب العوامل الخارجية في السنوات التالية.
خشي سكان فورت وورث المحليون من تكرار تحطيم رقم 638، وأطلقوا حملة لتبرع المدينة برقم 610 إلى مجموعة من عشاق السكك الحديدية والخبراء الذين سيكون بإمكانهم الحفاظ على المحرك في حالة جيدة. في أبريل 1969، بدأت أخوة جامعة تكساس المسيحية لـ في دلتا ثيتا في تطوير ممتلكاتهم بجوار مركز ويل روجرز، وفي القيام بذلك، كان عليهم إزالة جزء من الخط الفرعي الذي يربط موقع عرض رقم 610 بشبكة السكك الحديدية الوطنية.
علم مالك ورشة الآلات المحلية ديفيد ف. بييرسون في يونيو 1969 بأن رقم 610 سيُحيط به الأرض، وكان يخشى أيضًا من تحطيم المحرك. تفاوض هو ومجموعة من عشاق السكك الحديدية مع مدينة فورت وورث للحصول على ملكية رقم 610 مقابل رسوم رمزية قدرها 1 دولار، بشرط أن يتم نقله من موقع العرض. تم نقل رقم 610 لاحقًا إلى ساحات السكك الحديدية فرسكو في الجانب الشمالي للتخزين المؤقت، ثم تم نقله مرة أخرى إلى مستودع جيش فورت وورث. سعى ديف بييرسون لاستعادة رقم 610 إلى حالة التشغيل لسحب قطارات الرحلات بين فورت وورث ودالاس، وأنشأ منظمة غير ربحية تُدعى مؤسسة 610 التاريخية لبدء المشروع. بدأت المؤسسة حملة لجمع التبرعات لتغطية تكلفة الاستعادة التقديرية الأولية البالغة 10,000 دولار، وبدأت البحث عن خبراء محركات بخارية للمساعدة.
بدأت مؤسسة 610 في عام 1970 التفاوض مع T&P للحصول على إذن لسحب رحلات الركاب على الخط الرئيسي بين دالاس وفورت وورث، لكن نائب الرئيس للعمليات في مو باك، إ. ل. مانيون، رفض منح المجموعة حقوق استخدام المسار، مشيرًا إلى أن ذلك سيؤثر على السلامة ويعطل العمليات العادية للقطارات على المسار، بالإضافة إلى عدم توفر مرافق مناسبة لذلك. كما تفاوضت المؤسسة مع سكك حديد أخرى، بما في ذلك سانتا في وروك آيلاند، للحصول على حقوق المسار لتشغيل رقم 610، لكن دون جدوى. خلال أوائل السبعينيات، واجهت مؤسسة 610 صعوبة في جمع الأموال اللازمة.

### تجديد وخدمة قطار الحرية الأمريكية
جُرى في عام 1974 تطوير قطار الحرية الأمريكي (AFT) الذي يعبر البلاد للاحتفال بالذكرى المئوية الثانية للولايات المتحدة في عام 1976، وشملت العملية بحثًا على مستوى البلاد للعثور على قاطرة بخارية لسحب القطار. تفاوضت مؤسسة 610 مع مؤسسة AFT للسماح للقاطرة رقم 610 بسحب قطار الحرية في جميع أنحاء تكساس وربما أجزاء أخرى من الجنوب الغربي للولايات المتحدة. بحلول يوليو 1974، وعد دون بال، الذي كان نائب رئيس مؤسسة AFT للعلاقات الحكومية والتجارية، بأن القاطرة رقم 610 ستسحب الجزء الخاص بتكساس من القطار في أوائل عام 1976، بشرط أن يتم الانتهاء من ترميمها في الوقت المناسب.
أُطلقت حملة جمع تبرعات جديدة في 1 أغسطس، وأُعيد تقدير تكلفة ترميم القاطرة رقم 610 إلى 100,000 دولار، مع الحاجة إلى 75,000 دولار من سكان تكساس.
أصبح في الوقت نفسه ديف بييرسون صديقًا مقربًا من أيمون كارتر الابن، الناشط المحلي، الذي انضم إلى مؤسسة 610 وبدأ في تمويل المشروع. في 16 فبراير 1975، تم نقل القاطرة رقم 610 إلى منطقة ستوكارد في فورت وورث، حيث بدأت عملية الترميم في الشهر التالي، بمساعدة من لجنة ترميم منطقة ستوكارد.
قام بييرسون بتعيين ميكانيكي قاطرات بخارية من منطقة شيكاغو، ريتشارد جنسن، لقيادة عملية الترميم.
كان يجب على جنسن الحصول على حوالي 3,000 قطعة جديدة مصنوعة خصيصًا لاستبدال تلك الموجودة على رقم 610، بينما تم تنظيف وتجديد أجزاء أخرى من القاطرة.
تم تقديم العديد من التبرعات لترميم القاطرة، بما في ذلك 435 دولار من عرض فني لمدرسة ويسترن هيلز الابتدائية، وتم تقديم قرض خاص بقيمة 50,000 دولار لاستمرار العمل بدون توقف.
اجتاز في 2 أكتوبر غلاية القاطرة اختبار الهيدروستاتيكي المطلوب من قبل الحكومة. تحت قيادة جنسن، تأخرت عملية ترميم رقم 610 عن الجدول الزمني؛ كان من المقرر الانتهاء من الترميم بحلول 1 ديسمبر، لكن تم تأجيل الموعد النهائي إلى 1 يناير 1976، ثم إلى فبراير. في 28 يناير، اكتمل ترميم رقم 610، وتحركت القاطرة تحت قوتها الخاصة داخل ساحات السكك الحديدية في فورت وورث في اليوم التالي. ثم طلبت شركة فورت وورث ودينفر للسكك الحديدية (FW&D) من رقم 610 أن يتم تأمينها بتأمين المسؤولية، لكن تكلفة التأمين كانت 10 ملايين دولار، في حين أن مؤسسة 610 كانت تمتلك فقط 2 مليون دولار. حصلت مؤسسة AFT بسرعة على التغطية المطلوبة من وسطاء التأمين في كاليفورنيا.
في 4 فبراير، قامت القاطرة رقم 610 بأول تجربة لها على الخط الرئيسي لشركة FW&D من فورت وورث إلى ويتشيتا فولز مع قاطرة EMD SD7، وأربعة صناديق وسكك حديدية، وقاطرة مؤخرة، لكن أثناء ذلك، تعطلت القاطرة بسبب أحد محاملها بالقرب من ألفورد، وأخرت الإصلاحات وصولها إلى ويتشيتا فولز لمدة ساعتين. في 7 فبراير، عادت القاطرة رقم 610 إلى فورت وورث وهي تسحب قطار شحن يقدر وزنه بوزن قطار الحرية، وحدثت الرحلة بدون حوادث. كانت خطة مؤسسة AFT للجزء الخاص بتكساس من جولة قطار الحرية هي أن تسافر القاطرة رقم 610 إلى أوديسا، حيث سيتم تبديلها مع القاطرة الجنوبية المحيطية 4449 في مقدمة القطار، ولكن لأسباب غير معروفة، تم نقل تبادل القاطرات إلى أوستن. في 13 فبراير، سافرت القاطرة رقم 610 إلى أوستن، وبعد يومين، تم تبديلها مع القاطرة رقم 4449 أمام مجموعة AFT.
في 18 فبراير، قامت القاطرة رقم 610 - بمساعدة من قاطرات MoPac Bicentennial GP18 Nos. 1776 و1976 - بسحب القطار على الخط الرئيسي لـ MoPac من أوستن إلى هيوستن. قبل رحلة أوستن-هيوستن، تم اكتشاف أن أحذية الفرامل للقاطرة لا تفي باللوائح الفيدرالية، وتم تجهيز I-1AR مؤقتًا بأحذية فرامل من القاطرة المعروضة في مدينة أوستن، Southern Pacific 786. في 25 فبراير، قامت القاطرة رقم 610 بسحب قطار الحرية على الخط الرئيسي لشركة سانتا في من هيوستن إلى فورت وورث، بمساعدة من قاطرة سانتا في Bicentennial SD45-2 رقم 5704، لكن الرحلة تأخرت بسبب طابور طويل من الناس الذين كانوا يقومون بجولة في القطار في هيوستن.
في 29 فبراير، قامت القاطرة رقم 610 بسحب مجموعة AFT إلى دالاس. في 5 مارس، عادت القاطرة إلى فورت وورث مرة أخرى، وتم تبديلها بالقاطرة رقم 4449، التي قامت بسحب قطار الحرية شمالًا إلى ويتشيتا فولز. لم تكن القاطرة رقم 610 قادرة على العمل بعد الجدول الزمني في تكساس، حيث كانت تتطلب إصلاحات واسعة على الأجزاء العلوية.
بعد انتهاء جولة AFT في تكساس، استمرت مؤسسة 610 في استكشاف طرق لتشغيل القاطرة رقم 610 في خدمة الرحلات الاستكشافية، لكن السكك الحديدية في تكساس لا تزال ترفض استضافة رحلات بخارية على خطوطها الرئيسية.

### خدمة الرحلات الاستكشافية للسكك الحديدية الجنوبية
خلال عام 1976، عندما كانت السكك الحديدية الجنوبية (SOU) تستضيف برنامج رحلات بخارية على الخط الرئيسي وكانت بحاجة إلى قاطرة بخارية أكبر لتلبية الطلبات على القطارات الاستكشافية الأطول، عرضت في البداية تأجير القاطرة رقم 4449. كان يتعين على مؤسسة AFT الاعتذار، لأنها كانت قد وعدت بالفعل مدينة بورتلاند بإعادة القاطرة إلى أوريغون بعد انتهاء جولات قطار الحرية. اقترح دويل ماكورماك، الذي كان مهندس القاطرات رقم 4449 و610 خلال جولات قطار الحرية، على المسؤولين في SOU أن يقوموا بتأجير القاطرة رقم 610 بدلاً من ذلك. سافر مدير برنامج البخار في SOU، جيمس أ. بيستلاين، والميكانيكي الرئيسي بيل بوردى، ودون بوردى لاحقًا إلى فورت وورث لفحص حالة القاطرة رقم 610.
بحلول فبراير 1977، توصلت السكك الحديدية الجنوبية ومؤسسة 610 إلى اتفاق حيث ستقوم الأولى بتأجير القاطرة لمدة عامين؛ وتم تمديد الإيجار لاحقًا إلى ثلاث سنوات.
في مارس، قاد بيل بوردى القاطرة رقم 610 بقوتها الذاتية عبر مو باك، وسكك الحديد المركزية الخليجية، والسكك الحديدية الجنوبية من فورت وورث إلى برمنغهام، ألاباما. عند مينولا، تكساس، تعرضت القاطرة لمشكلة صندوق ساخن تطلبت إصلاحها أثناء توقفها في شريفبورت، ثم مرت عبر مناطق مغمورة في ميسيسيبي. عند وصولها إلى برمنغهام، تم نقل القاطرة رقم 610 إلى ورشة العمل للآلات البخارية التابعة للسكك الحديدية الجنوبية في إيرونديل لإجراء عملية إعادة تأهيل ودهان، استعدادًا لجولات الرحلات الاستكشافية الأولى على السكك الحديدية.
تلقت القاطرة I-1AR زينة تجميلية بسيطة لت symbolize وضعها في السكك الحديدية الجنوبية، بما في ذلك زينة نسر من النحاس فوق المصباح الأمامي، وزوج من شعارات "SR" الدائرية على دروع ضاغط الهواء.
سحبت القاطرة رقم 610 أولى رحلاتها الاستكشافية للسكك الحديدية الجنوبية في 9-10 يوليو 1977؛ حيث قامت برحلتين ذهابًا وإيابًا بين برمنغهام وتشاتانوغا، تينيسي، وكل قطار حمل أكثر من 800 راكب. طلب محرر مجلة Trains ديفيد ب. مورغان من رئيس السكك الحديدية الجنوبية ل. ستانلي كرين أن تعمل القاطرة رقم 610 مع عربة اختبار في القطار لإجراء اختبار الدينامومتر. في 20 أغسطس، بينما كانت القاطرة رقم 610 تسحب رحلة خاصة Piedmont Limited/610 من ألكسندريا إلى مونرو، فيرجينيا، كانت تسحب عربة بحثية SOU رقم R-2، مع فريق من الباحثين يسجلون قوة حصان القاطرة. أظهرت النتائج النهائية أن القاطرة رقم 610 قادرة على توليد 4,400 حصان (3,300 كـو)؛ نفس القوة الناتجة عن قاطرتين EMD SD24.
كانت الرحلة الاستكشافية أيضًا تعاني من مشاكل متعددة؛ حيث خرجت القاطرة رقم 610 عن السكة في ساحة ألكسندريا وأتلفت محور الطيار، مما أدى إلى تأخير عملية إعادة المسار لمدة ساعة؛ في مونرو، كان يتعين على القاطرة رقم 610 أن تتزود بالوقود، حيث تعطلت المضخة بين خزانها والعربة المساعدة؛ في ريمينغتون، تعرضت القاطرة لحريق في النحاس والمجموعة في شاحنتها الطيارة، لذا كان يجب إيقافها للإصلاح، بينما أعادت قاطرتان GP18 وGP38-2 القطار إلى ألكسندريا؛ أدت المشاكل إلى تأخير عودة القطار إلى ألكسندريا حتى الساعة 3:30 صباحًا. كان على الفرق بعد ذلك استبدال محامل الطيار للقاطرة رقم 610.
في 1 سبتمبر، سافرت القاطرة رقم 610 إلى روانوك للمشاركة في مؤتمر الجمعية الوطنية لسكك الحديد التاريخية (NRHS) لعام 1977، لكن مشاكل في صندوق الحرارة أدت إلى تأخير وصولها لمدة سبع ساعات. في 3 سبتمبر، سحب رقم 610 رحلة مزدوجة مع SOU 2-8-2 رقم 4501 ‏ على الخط الرئيسي لـ نورفولك وويست (N&W) من روانوك إلى لينشبرغ، وعاد رقم 610 إلى روانوك مع خمس عربات. في 4 سبتمبر، سحب رقم 610 رحلة من روانوك إلى بلايفيلد، ويست فيرجينيا، ولكن خلال الرحلة، عندما كانت القاطرة تمر عبر نفق مونتغومري، أطفأت العوادم من مدخنتها النار في صندوق النار، وتسبب ذلك في تلوث كابينة القاطرة والطاقم وأول عدد من عربات الركاب بالزيت. بعد أن توقفت القاطرة رقم 610 خارج النفق، كان يجب إعادة إشعال النار للاستمرار في الرحلة إلى بلايفيلد.
كان يجب أن تبقى القاطرة في بلايفيلد للخدمة على شاحنتها الأمامية، بينما قامت قاطرة [[N&W Bicentennial SD45 رقم 1776]] بسحب الرحلة إلى سيدر بلاف، ثم عاد رقم 610 إلى روانوك مع رقم 1776 والرحلة دون حوادث. قضت I-1AR بعد ذلك ثلاثة أيام في ورش روانوك لإجراء الإصلاحات اللازمة، وتم تنظيف الزيت من حادثة مونتغومري. ثم تم نقل I-1AR مرة أخرى إلى برمنغهام لتحديد سبب مشاكل صندوق الحرارة؛ حيث اتضح أن المحور الأمامي يحمل 5 طن متري (11,000 رطل) فوق تحميله الطبيعي، بعد أن تم رفع القاطرة وخفضها خلال تجديدها من أجل AFT. بحلول نهاية عام 1977، كانت الرحلات البخارية لـ SOU قد نقلت 76,157 راكبًا، العديد منهم كانوا في القطارات خلف رقم 610.
أصبح التنفيذيون في SOU مترددين بشأن أداء رقم 610؛ بينما كانت قادرة على سحب قطارات الركاب الطويلة عبر نظام السكك الحديدية بسرعة 60 ميل في الساعة (97 كم/س)، إلا أنها استمرت في المعاناة من مشاكل ميكانيكية في بعض الأحيان.
في عام 1979، بدأت SOU في تأجير الكندية المحيط الهادئ Royal Hudson رقم 2839 ‏ لمساعدة واستبدال رقم 610 في البرنامج، لكن رقم 2839 أثبت أنه غير مناسب لسحب الرحلات الطويلة بدون مساعدة. في عام 1980، بدأت SOU في تأجير Chesapeake and Ohio 2716 من متحف السكك الحديدية في كنتاكي، وكان من المخطط استبدال رقمي 610 و2839 في برنامج البخار. بعد أن جمعت 17,587 ميل (28,304 كيلومتر) ونقلت 53,570 راكبًا على SOU، سحب رقم 610 آخر رحلة له للسكك الحديدية في الفترة من 24 إلى 25 يناير 1981؛ رحلة من برمنغهام إلى ممفيس، تينيسي، ثم سافر لاحقًا خفيفًا إلى فورت وورث مع عربة شحن مليئة بقطع الغيار.

### تغييرات الموقع والتقاعد الثاني
في 29 يناير، وصلت القاطرة رقم 610 إلى فورت وورث، وتم وضعها في تخزين مؤقت بالقرب من مركز السجلات الفيدرالي. نظرًا لأن السكك الحديدية الرئيسية المجاورة لا تزال ترفض استضافة رحلات بخارية على مسارها، قررت مؤسسة 610 البحث عن موقع لعرض رقم 610. في يوليو، توصلت مؤسسة 610 إلى اتفاق مع الإدارة العامة للخدمات (GSA) لاستئجار بعض الأراضي غير المطورة المجاورة لمركز السجلات لمدة عشرين عامًا، وسرعان ما بدأوا البناء على مبنى لتخزين القاطرة.
في 4 أبريل 1982، وبعد تأخيرات بسبب مشاكل في القضبان، سافرت القاطرة رقم 610 إلى مبنى المؤسسة الجديد في ملكية Quartermaster Depot، حيث أقيمت مراسم تدشين. بدأت مؤسسة 610 في عرض القاطرة بشكل عام خلال شهر يونيو، وتعاونت مع Trinity Valley Railroad Club لتطوير موقع التخزين إلى معلم متحفي يشبه متحف غالفستون للسكك الحديدية. بعد وفاة أيمون كارتر، جونيور في يوليو، بدأت مؤسسة 610 في فقدان الأموال للحفاظ على رقم 610، وعلى الرغم من أن بيرسون استمر في استكشاف طرق لتشغيلها، إلا أنه فقد الثقة في استخدام القاطرة للرحلات السياحية.
خلال عامي 1984 و1985، طورت مجموعة في دالاس مشروعًا بقيمة 3 مليون دولار يسمى Texas Independence Express، وهو قطار معرض كان مخططًا له للاحتفال بالذكرى الـ150 لتأسيس ولاية تكساس في عام 1986، وتم اختيار رقم 610 لسحب القطار. إلا أن خطط القطار الاحتفالي لم تتحقق، بعد أن تمكنت المجموعة من جمع حوالي 100,000 دولار فقط، وكانت السكك الحديدية المحيطة مترددة في السماح للقاطرة رقم 610 على مسارها الرئيسي، خوفاً من أن وزنها الثقيل قد يتسبب في ضرر للمفاتيح الإلكترونية.
خلال عام 1986، قررت إدارة الخدمات العامة (GSA) إعادة تطوير عقار Quartermaster Depot، لذا أنهوا عقد الإيجار، واضطر موقع المتحف الذي كانت تقف فيه رقم 610 إلى الإغلاق. مع عدم وجود دافع للحفاظ على رقم 610، قررت مؤسسة 610 التبرع بقاطرتها في ديسمبر إلى Texas State Railroad (TSR)، وهي سكك حديدية سياحية تعمل بين راسك وبالستين.
تبرعت المجموعة في دالاس المسؤولة عن قطار المعرض الملغى بأموالها للمساعدة في نقل رقم 610، وتمت إزالة القاطرة من ملكية Quartermaster Depot وسُحبت إلى ساحة TSR في بالستين. استخدمت TSR أموالًا أخرى من احتفالات الذكرى الـ150 لتكساس لتوسيع مرافق ورشة العمل في بالستين لتوفير مساحة تخزين لرقم 610. شعرت TSR أن رقم 610 كبير جدًا لعملياتها الصغيرة، وبدأت في أحيانٍ كثيرة بعرض I-1AR بالقرب من رصيفها ليراها السياح والركاب خلال مواسم تشغيل السكك الحديدية. أدت رقم 610 اختبارًا واحدًا على مسار TSR في أكتوبر 1987، ووضعت السكك الحديدية القاطرة للإيجار للأشخاص الراغبين في تشغيلها، لكن لم يظهر أي مستأجرين مهتمين.
في 19 أغسطس 1989، تم تعيين القاطرة رقم 610 كـ معلم تاريخي في الهندسة الميكانيكية لكونها آخر مثال متبقي على تصميم قاطرات "سوبر باور" المبكر من ليمّا. في مايو 2001، استضافت Texas State Railroad فعاليات احتفالية بمناسبة ثلاث ذكريات، بما في ذلك الذكرى الخامسة والعشرين لسحب رقم 610 لقطار الحرية الأمريكي.

## المكتبة
- Boyd، Jim (فبراير 1978). "Tales of a lanky Texan". Railfan. Carstens Publications. ج. 2 رقم  2. ص. 26–32.
- Mizell، Charles M. (فبراير 1978). "T is for Texas, Texas & Pacific, and Two-Ten-Four". Trains. Kalmbach Publishing. ج. 38 رقم  4. ص. 22–32. مؤرشف من الأصل في 2024-02-15. اطلع عليه بتاريخ 2024-02-15.
- Withuhn، Bill (فبراير 1978). "The great dynamometer test of locomotive 610". Trains. Kalmbach Publishing. ج. 38 رقم  4. ص. 33–41. مؤرشف من الأصل في 2024-02-15. اطلع عليه بتاريخ 2024-02-15.
- Wrinn، Jim (2000). Steam's Camelot: Southern and Norfolk Southern Excursions in Color (ط. 1st). TLC Publishing. ISBN:1-883089-56-5.

## قراءة إضافية
- Loco Profile 31 - Lima Super Power. Windsor, Berks, UK: Profile Publications. 1983.

## روابط خارجية
- Texas & Pacific #610 Lima Superpower Steam Locomotive — الجمعية الأمريكية لمهندسي الميكانيكا